# UP Langreo
Unión Popular de Langreo, bedre kendt som UP Langreo er et spansk fodboldhold fra byen Langreo. Holdet er etableret i 1961 i er den fjerdehøjeste liga Tercera División.

## Kendte spillere
- David Álvarez Aguirre
- Jaime Cuesta
- Chus Bravo
- David Villa
- Alex Pereira